# Huacho
Huacho é uma cidade do Peru, capital do departamento Lima e da província de Huaura. Tem cerca de 55 mil habitantes.